# Moschea di Hoja-Nisbatdor
La moschea di Hoja-Nisbatdor è una moschea di Samarcanda, in Uzbekistan.
Presenta un grande iwan e un ghanch con stucchi in alabastro scolpito e restaurato.